# Moltkeho most
Moltkeho most (Moltkebrücke) je most v centru Berlína. Vede přes řeku Sprévu a spojuje ulice Alt-Moabit na pravém břehu a Willy-Brandt-Straße na levém břehu. Nedaleko mostu na moabitské straně se nachází nádraží Berlin Hauptbahnhof a na straně čtvrti Tiergarten sídlo německého kancléře. Moltkeho most má tři oblouky, je dlouhý 78 metrů a široký 26 metrů. Slouží automobilové i pěší dopravě.
Byl postaven v letech 1886 až 1891 a pojmenován podle maršála Helmutha von Moltkeho. Projektoval ho Otto Stahn, autory soch na mostě jsou Johannes Boese, Carl August Piper a Karl Begas. Je obložen červeným mohanským pískovcem, který je připevněn pucolánem. Za bitvy o Berlín v roce 1945 vedl přes most hlavní útok rudoarmějců na budovu Reichstagu. Moltkebrücke byl v průběhu bojů poničen a doprava přes něj byla obnovena až v roce 1947.
Most je památkově chráněný, v letech 1983 až 1986 prošel rekonstrukcí.